# Lindera melissifolia
Lindera melissifolia là loài thực vật có hoa trong họ Nguyệt quế. Loài này được (Walter) Blume miêu tả khoa học đầu tiên năm 1851.